# Sabina Valbusa
Sabina Valbusa (Verona, 21 gennaio 1972) è un'ex fondista italiana.
È sorella di Fulvio, a sua volta fondista di alto livello.

## Biografia
Sabina Valbusa, originaria di Bosco Chiesanuova, disputò la sua prima gara in Coppa del Mondo il 12 dicembre 1992 a Ramsau am Dachstein classificandosi 44ª nella 5 km a tecnica classica, ottenne il primo podio il 28 gennaio 1995 nella staffetta di Lahti (3ª) e la prima vittoria il 13 gennaio 2001 nella staffetta di Soldier Hollow. In gare individuali salì per la prima volta sul podio di Coppa il 16 dicembre 1997 in Val di Fiemme nella 15 km a tecnica libera (2ª), mentre la sua unica vittoria giunse a Pragelato il 13 marzo 2004 nella 15 km a tecnica libera.
In carriera partecipò a cinque edizioni dei Giochi olimpici invernali: Lillehammer 1994 (26ª nella 15 km), Nagano 1998 (29ª nella 5 km, 17ª nell'inseguimento), Salt Lake City 2002 (10ª nella 15 km, 9ª nell'inseguimento, 17ª nella sprint, 6ª nella staffetta), Torino 2006 (10ª nella 30 km, 17ª nell'inseguimento, 3ª nella staffetta con Arianna Follis, Gabriella Paruzzi e Antonella Confortola), Vancouver 2010 (17ª nella 10 km, 18ª nell'inseguimento, 4ª nella staffetta) e a otto Campionati mondiali, vincendo tre medaglie (tutte in staffetta; a livello individuale il suo miglior risultato fu il quarto posto a Lahti nel 2001 nella gara sprint a tecnica libera).
Negli ultimi anni di carriera, dal 2010 al 2012, si dedicò prevalentemente alla Marathon Cup.
Attualmente presta servizio nell'Arma dei Carabinieri specialità per la tutela ambientale forestale ed agroalimentare con il grado di vicebrigadiere.

## Palmarès

### Olimpiadi
- 1 medaglia
  - 1 bronzo (staffetta a Torino 2006)

### Mondiali
- 3 medaglie:
  - 1 argento (staffetta[3] a Ramsau am Dachstein 1999)
  - 2 bronzi (staffetta a Lahti 2001; staffetta a Oberstdorf 2005)

### Coppa del Mondo
- Miglior piazzamento in classifica generale: 8ª nel 2003
- 28 podi (9 individuali, 19 a squadre[4]), oltre a quello conquistato in sede iridata e valido ai fini della Coppa del Mondo:
  - 5 vittorie (1 individuale, 4 a squadre)
  - 8 secondi posti (3 individuali, 5 a squadre)
  - 16 terzi posti (5 individuali, 11 a squadre)

#### Coppa del Mondo - vittorie
| Data            | Luogo          | Paese       | Disciplina                                                             |
| --------------- | -------------- | ----------- | ---------------------------------------------------------------------- |
| 19 gennaio 1997 | Lahti          | Finlandia   | 8x1,5km Teamsprint TL (con Stefania Belmondo)                          |
| 13 gennaio 2001 | Soldier Hollow | Stati Uniti | 4x5 km (con Gabriella Paruzzi, Cristina Paluselli e Stefania Belmondo) |
| 3 marzo 2002    | Lahti          | Finlandia   | Sprint a squadre TL (con Gabriella Paruzzi)                            |
| 10 marzo 2002   | Falun          | Svezia      | 4x5 km (con Gabriella Paruzzi, Cristina Paluselli e Stefania Belmondo) |
| 13 marzo 2004   | Pragelato      | Italia      | 15 km TL                                                               |

Legenda:

TC = tecnica classica

TL = tecnica libera

#### Coppa del Mondo - competizioni intermedie
- 1 podio di tappa:
  - 1 secondo posto

### Marathon Cup
- Miglior piazzamento in classifica generale: 4ª nel 2011
- 4 podi:
  - 2 secondi posti
  - 2 terzi posti

### Campionati italiani
- 15 ori (30 km TL nel 1997; sprint TL nel 2001; sprint TL nel 2002; 5 km TC, 5 km TL, inseguimento nel 2003; 5 km TC, 7,5 km TC, 7,5 km TL, 10 km TL nel 2004; sprint TL nel 2006; 10 km TL nel 2007; 10 km TC, inseguimento nel 2008; 10 km TL nel 2010)[2]